# Anubis
Anubis (gr. ’Άνουβις) – w egipskiej mitologii bóg o głowie szakala, ściśle łączony z mumifikacją i życiem pozagrobowym. W języku Starożytnego Egiptu był znany jako Inpw. Najstarsza znana wzmianka o nim pochodzi z tekstów piramid z okresu Starego Państwa, gdzie łączony jest z pogrzebem faraona. 
Przydomki Anubisa pochodzą ze związku z jego pogrzebową rolą, np. miano Ten, który jest na swoim pagórku miało podkreślać, że jest on strażnikiem umarłych i ich miejsc świętych (cmentarzy), a Ten, który jest w miejscu balsamowania mówiło o jego udziale w procesie mumifikacji. Jak wiele egipskich bóstw, Anubis miał wiele ról w zależności od sytuacji i na ogół występował na czele wszystkich publicznych procesji w Egipcie.

## Wizerunek

Anubis jako szakal

Anubisa łączono z mumifikacją i ochroną zmarłych w ich podróży do zaświatów. Zwykle przedstawiano go jako człowieka o głowie szakala lub w postaci czarnego zwierzęcia (psa bądź szakala) z przewiązaną szyją i cepem w zgięciu tylnej nogi. W starożytnym Egipcie szakal był zazwyczaj kojarzony z cmentarzami, ponieważ odsłaniał ludzkie zwłoki i je zjadał. Charakterystyczna czerń, w jakiej wyobrażano to bóstwo, „nie miała nic wspólnego z szakalem, lecz z barwą rozkładającego się ciała i czarną glebą doliny Nilu, która symbolizowała odrodzenie”.
W kontekście grobowym Anubis zawsze jest przedstawiany jako towarzysz mumii zmarłego, którego ma strzec. Podczas balsamowania preparator mumii był rytualnie przebrany za niego wkładając odpowiednią maskę. Scena ważenia serca z Księgi umarłych zwykle pokazuje Anubisa dokonującego pomiaru decydującego, czy zmarły może wejść do podziemi – królestwa Ozyrysa. Pieczęcie grobowe z okresu Nowego Państwa przedstawiają to bóstwo na szczycie dziewięciu łuków, co miało symbolizować jego dominację nad nieprzyjaciółmi Egiptu.

## Rola w kulcie i mitologii

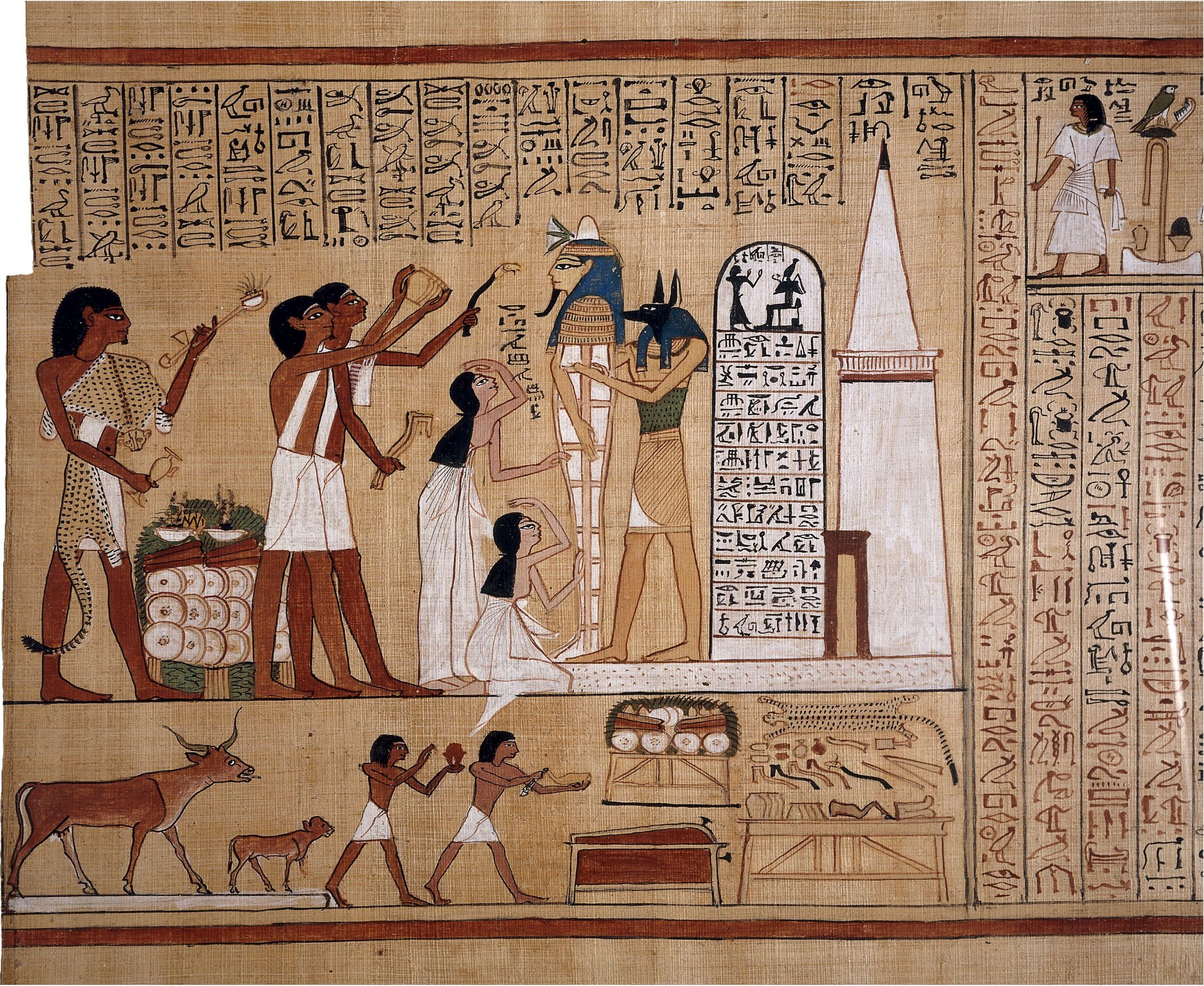
Ceremonia otwarcia ust

W następstwie połączenia dwóch systemów kosmologicznych (heliopolitańskiej Enneady i hermopolitańskiej Ogdoady), Atum został utożsamiony z Ra, zaś Anubis stał się mniej ważnym bogiem z zaświatów, ustępując w Średnim Państwie popularniejszemu Ozyrysowi. Jednak „Anubis otrzymał miejsce w rodzinie bogów jako… syn Ozyrysa i Neftydy, i w tej roli pomógł Izydzie zmumifikować jego zmarłego ojca”. Kiedy pojawił się mit o Ozyrysie i Izydzie, wynikało z niego, iż ciało Ozyrysa zostało przekazane w darze Anubisowi. W związku z tym stał się on boskim patronem balsamistów: ilustracje z Księgi Umarłych pokazują podczas obrzędu mumifikacji kapłana noszącego maskę szakala, który podtrzymuje mumię.
Był naczelnym bóstwem nomu kynopolitańskiego, na którego obszarze, w miejscowości Szaruna odkryto cmentarzysko mumii psów jako jego zwierząt kultowych. W badanej i rekonstruowanej przez polskich archeologów świątyni królowej Hatszepsut w Deir el-Bahari poświęcona mu była osobna kaplica. Oddawano mu cześć również w rejonie Memfis, Abydos i Dendery.

## Poza kulturą staroegipską

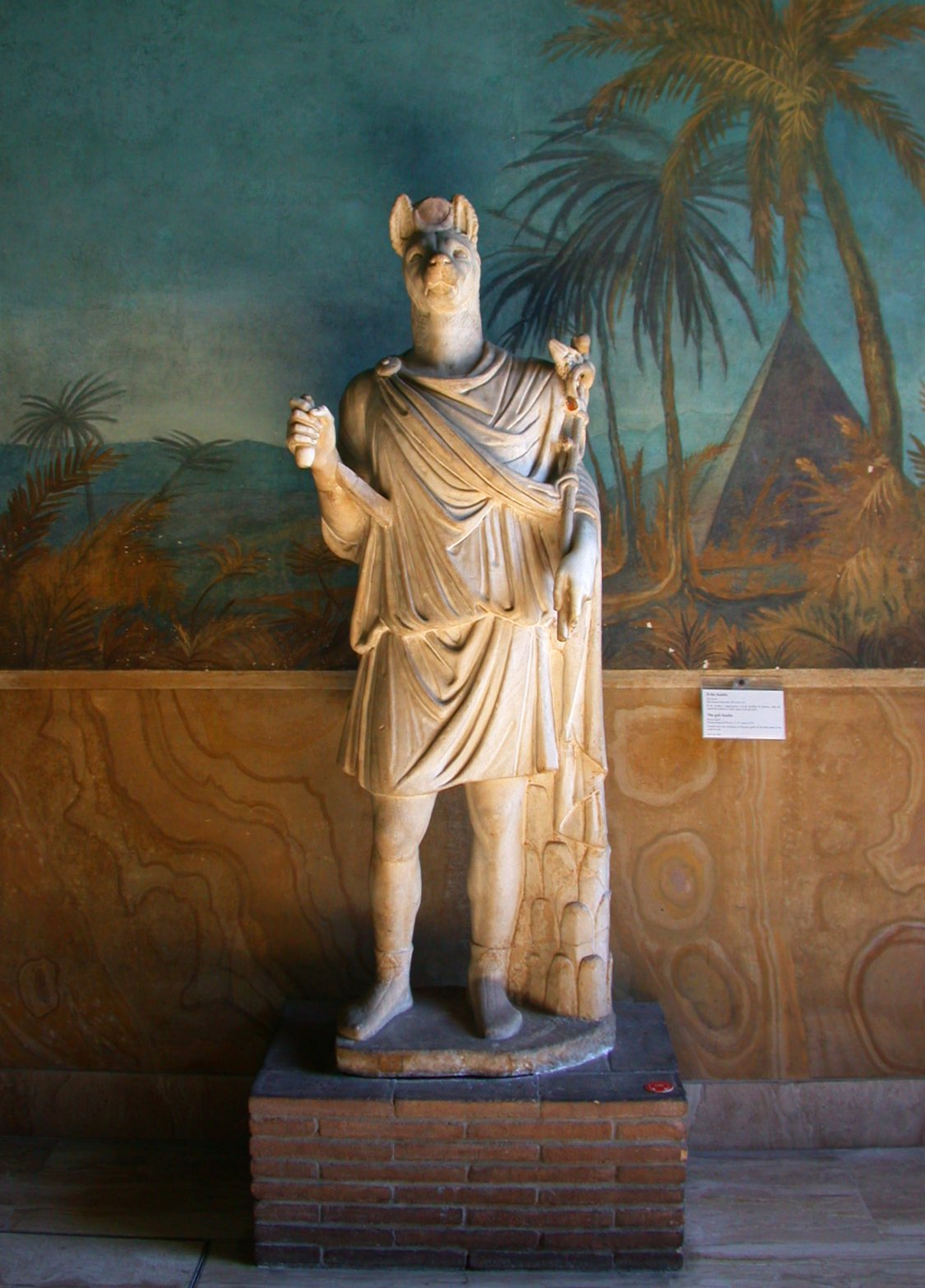
Hermanubis

W dawnych źródłach greckich bywał identyfikowany z Kronosem. W późnych czasach, w okresie ptolemejskim, łączono go jednak z Hermesem i w ten sposób powstał synkretyczny Hermanubis. Centrum jego kultu znajdowało się w Kynopolis (po grecku „Psie Miasto”). Powieść Metamorfozy albo złoty osioł Apulejusza dostarcza dowodu na to, że Anubisa czczono w cesarstwie rzymskim przynajmniej w II wieku n.e. Później Hermanubis pojawia się jeszcze w alchemicznej literaturze średniowiecza i renesansu. Chociaż Grecy i Rzymianie gardzili egipskimi bogami, uważając ich za dziwacznych i prymitywnych (Grecy nazywali Anubisa „Szczekaczem”), bóstwo to niekiedy łączono z Syriuszem na niebie i Cerberem w Hadesie.

## W obecnej kulturze
Postaci wzorowane na mitologicznym Anubisie bądź tylko nawiązujące w luźny sposób do tej postaci, pojawiają się w licznych książkach, serialach, filmach czy grach komputerowych.

## Literatura
- Jaroslav Černý, Religia starożytnych Egipcjan, Warszawa 1974
- Jadwiga Lipińska, Marek Marciniak, Mitologia starożytnego Egiptu, Warszawa 1986
- Siegfried Morenz, Bóg i człowiek w starożytnym Egipcie, Warszawa 1972
- Tadeusz Andrzejewski, Księga Umarłych Piastunki Kai, Warszawa 1951